# Air Transat
Air Transat A.T. Inc., действующая как Air Transat, — магистральная авиакомпания Канады со штаб-квартирой в городе Монреаль, провинция Квебек. Компания выполняет чартерные и регулярные рейсы по 76 пунктам назначения в 25 странах мира.
В течение летнего сезона основной поток пассажирских перевозок авиакомпании приходится на аэропорты Европы, в зимний сезон маршрутная сеть переориентируется на аэропорты Мексики, Соединённых Штатов Америки, стран Карибского бассейна и Южной Америки. Air Transat — единственная канадская авиакомпания, уполномоченная Министерством транспорта страны на совершение регулярных рейсов между Канадой и Кубой.
Главными транзитными узлами (хабами) Air Transat являются Международный аэропорт имени Пьера Эллиота Трюдо, Международный аэропорт Торонто Пирсон и Международный аэропорт Ванкувер, основной пассажиропоток в течение всего года сосредоточен на маршрутах между хабами, Международным аэропортом Квебек-сити имени Жана Лесажа и Международным аэропортом Калгари.

## История

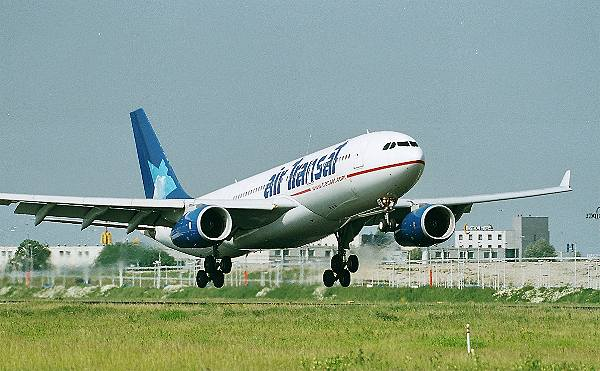
Airbus A330 Air Transat (прежняя ливрея) в заходе на посадку в Амстердамском аэропорту Схипхол

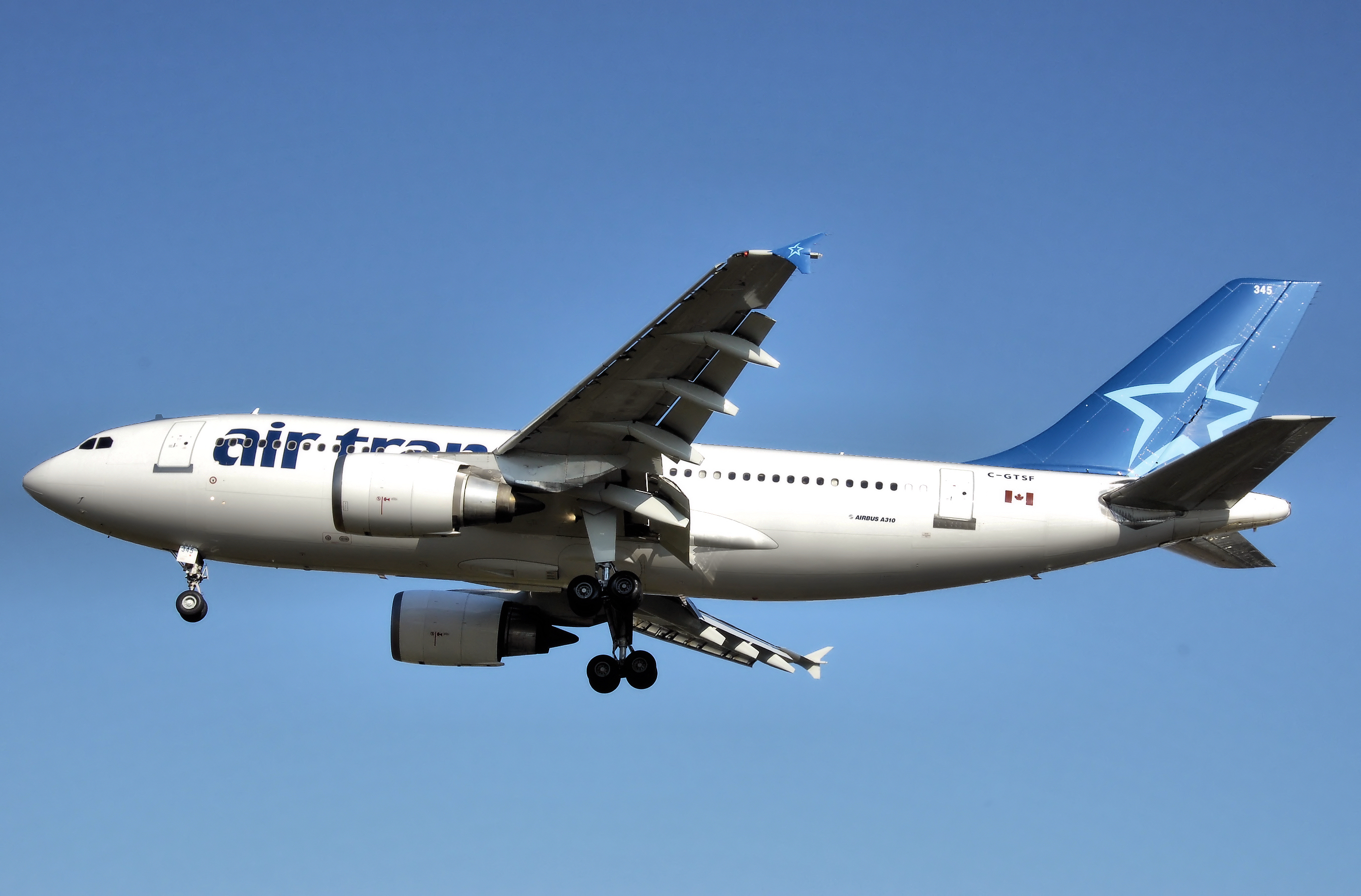
Airbus A310-300 Air Transat в текущей ливрее

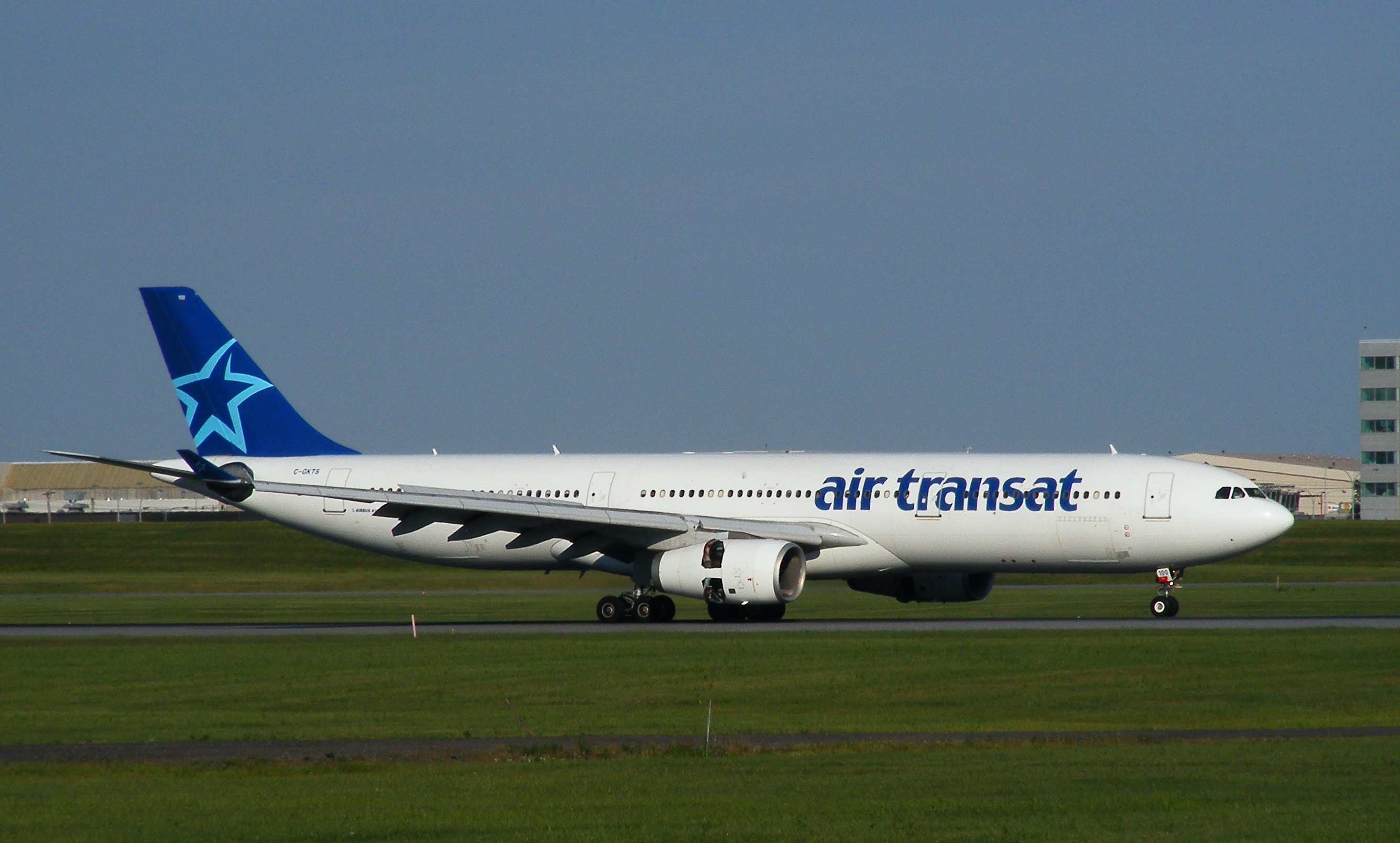
Посадка Airbus A330-300 Air Transat в Международном аэропорту Квебек-сити имени Жана Лесажа

Авиакомпания Air Transat была основана в декабре 1986 года бывшими сотрудниками и менеджерами (в число которых входил и Франсуа Лего) канадского авиаперевозчика Quebecair и начала операционную деятельность 14 ноября 1987 года с регулярного рейса между Монреалем и Акапулько. Шесть лет спустя Air Transat приобрела воздушные суда и наземные базы обслуживания прекратившей существование канадской авиакомпании Nationair.
В настоящее время Air Transat является дочерним подразделением авиационного холдинга Transat A.T., в состав которого входят также компании Transat Holidays, Nolitours, Jonview Canada и другие, специализирующиеся на организации, заказах, маркетингу и других услугах в области туристического бизнеса. Все подразделения холдинга работают под единой торговой маркой TDC (Transat Distribution Canada). Холдинг владеет собственными туристическими операторами в Канаде и Франции, ему принадлежит работающий в Великобритании туроператор Canadian Affair, специализирующийся главным образом на организации туристического отдыха в Канаде и использующий в качестве авиаперевозчиков канадскую Air Transat и британскую Thomas Cook Airlines.
В 2009 году услугами Air Transat воспользовалось более двух с половиной миллионов человек. Авиакомпания является четвёртым по величине авиаперевозчиком страны после компаний Air Canada, Air Canada Jazz и WestJet.
По состоянию на конец 2009 года в Air Transat работало 2667 сотрудников.

## Авиапроисшествия и несчастные случаи
- 24 августа 2001 года Airbus A330-200, следовавший регулярным рейсом 236 Торонто-Лиссабон, из-за нехватки керосина совершил самый длинный полёт машины с турбовентиляторными двигателями в режиме планера. Аварийная ситуация возникла в результате использования непредусмотренных запчастей при плановом ремонте двигателя и из-за ошибки экипажа, который не смог правильно оценить показания бортового компьютера, показывавшего потерю топлива. Безмоторный полёт длился полчаса, в течение этого времени лайнером было пройдено 120 км до аварийной посадки на авиабазе Лажеш (Азорские острова, Португалия). Из 306 человек на борту никто не пострадал, лайнер впоследствии продолжил эксплуатацию в парке Air Transat[8].

- 6 марта 2005 года Airbus A310-300, следовавший регулярным рейсом 961 из Варадеро (Куба) в Квебек, потерял часть вертикального стабилизатора. Экипаж сумел развернуть лайнер и благополучно посадить его в аэропорту Варадеро, из 271 человек на борту никто не пострадал. Расследовавшая причины инцидента комиссия констатировала отсутствие ошибок в действиях экипажа по управлению самолётом, а также адекватную работу демпфера рыскания во время полёта лайнера. Причиной инцидента была названа халатность завода-изготовителя, допущенная при производстве композитных рулей направления[9]. Сразу же после данного происшествия на всех самолётах данной модели были произведены работы по замене дефектных рулей[10].

Авиакомпания специализируется на чартерных рейсах из крупных городов Канады в аэропорты Европы в летний сезон и на южных направлениях — в зимние месяцы.

### Партнёрские соглашения
Air Transat имеет код-шеринговые соглашения с авиакомпаниями CanJet, Enerjet, Thomas Cook Airlines и Skyservice Airlines.

## Флот

Логотип Air Transat, действовавший в начале и середине 1990-х и начале 2000-х годов. Полностью выведен в конце 2005 года заменой на новый логотип и новые ливреи самолётов

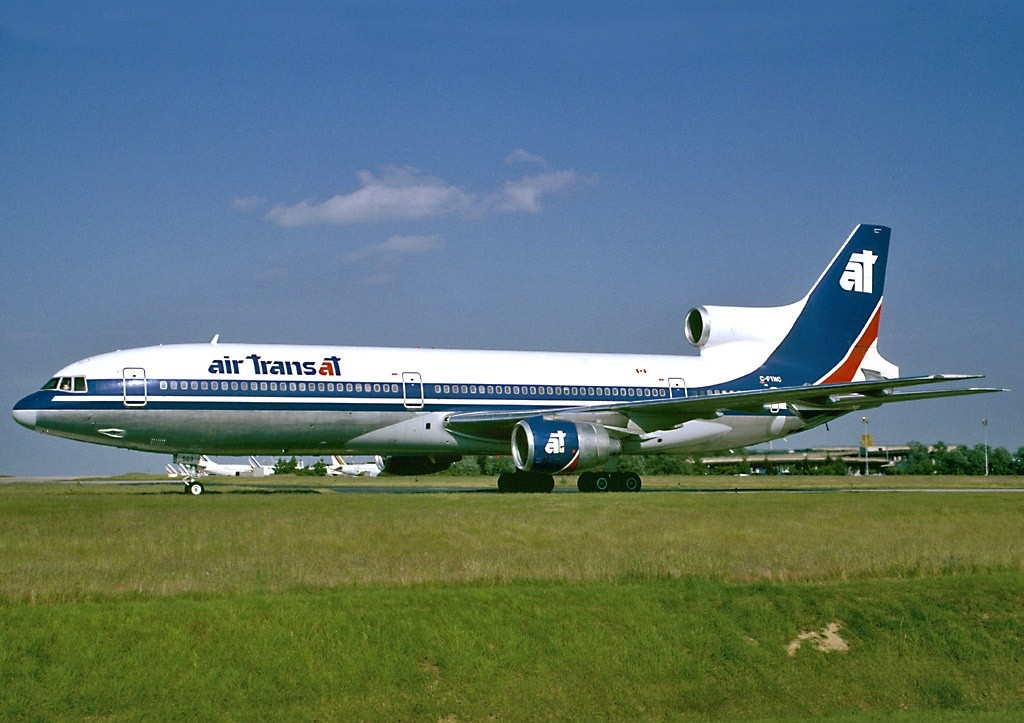
Lockheed L-1011 авиакомпании Air Transat (регистрационный C-FTNC) в парижском аэропорту имени Шарля-де-Голля, июнь 1995 года

В сентябре 2020 года воздушный флот авиакомпании Air Transat составляли следующие самолёты:
| Тип самолёта    | В эксплуатации | Заказано | Пассажирских мест | Пассажирских мест | Пассажирских мест | Примечания           |  |
| Тип самолёта    | В эксплуатации | Заказано | C                 | Y                 | Всего             | Примечания           |  |
| --------------- | -------------- | -------- | ----------------- | ----------------- | ----------------- | -------------------- |  |
| Airbus A321-200 | 7              | —        | —                 | 190               | 190               |                      |  |
| Airbus A321neo  | 7              | 10       | 12                | 187               | 199               | Поставки с 2019 года |  |
| Airbus A330-200 | 15             | —        | 12                | 333               | 345               |                      |  |
| Airbus A330-200 | 15             | —        | 12                | 320               | 332               |                      |  |
| Airbus A330-300 | 1              | —        | 12                | 334               | 346               |                      |  |
| Всего           | 30             | 10       |                   |                   |                   |                      |  |

### Выведенные из эксплуатации
Ранее Air Transat эксплуатировала следующие типы самолётов:
- Airbus A320-200
- Boeing 727-200
- Boeing 737-400
- Boeing 737-700
- Boeing 757-200
- Lockheed L-1011-1 TriStar
- Lockheed L-1011-500 TriStar